# Pavol Regenda
Pavol Regenda (* 7. prosince 1999 Michalovce) je profesionální slovenský hokejový útočník, který momentálně působí v San Jose Barracuda v American Hockey League (AHL). Se slovenskou hokejovou reprezentací získal bronz na ZOH 2022 v Pekingu.

## Ocenění a úspěchy
- 2022 SLH – All-Star Tým

## Prvenství
- Debut v NHL – 12. října 2022 (Anaheim Ducks proti Seattle Kraken)
- První asistence v NHL – 17. října 2022 (New York Rangers proti Anaheim Ducks)
- První gól v NHL – 9. listopadu 2022 (Anaheim Ducks proti Minnesota Wild, švédskému brankáři Filip Gustavsson)

## Statistiky

### Klubové statistiky
| Sezóna      | Klub                | Soutěž      |    | Základní část | Základní část | Základní část | Základní část | Základní část |   | Play off | Play off | Play off | Play off | Play off |
| Sezóna      | Klub                | Soutěž      | Z  | G             | A             | B             | TM            | Z             | G | A        | B        | TM       |          |          |
| 2016–17     | HK Dukla Trenčín 20 | SLH-18      | —  | —             | —             | —             | —             | 4             | 3 | 3        | 6        | 4        |          |          |
| 2016–17     | HK Dukla Trenčín    | SLH-20      | —  | —             | —             | —             | —             | 11            | 1 | 3        | 4        | 8        |          |          |
| 2017–18     | Linköpings HC       | J20         | 44 | 7             | 3             | 10            | 24            | 1             | 0 | 0        | 0        | 0        |          |          |
| 2018–19     | Växjö Lakers HC     | J20         | 42 | 11            | 16            | 27            | 18            | 2             | 0 | 1        | 1        | 2        |          |          |
| 2019–20     | Jokerit             | Liiga-20    | 47 | 15            | 18            | 33            | 88            | 1             | 0 | 0        | 0        | 0        |          |          |
| 2019–20     | Kiekko–Vantaa       | Mestis      | 1  | 0             | 1             | 1             | 0             | —             | — | —        | —        | —        |          |          |
| 2020–21     | HK Dukla Michalovce | SLH         | 50 | 11            | 14            | 25            | 64            | 12            | 4 | 3        | 7        | 2        |          |          |
| 2021–22     | HK Dukla Michalovce | SLH         | 43 | 15            | 24            | 39            | 55            | 6             | 5 | 1        | 6        | 8        |          |          |
| 2022–23     | Anaheim Ducks       | NHL         | 14 | 1             | 2             | 3             | 4             | —             | — | —        | —        | —        |          |          |
| 2022–23     | San Diego Gulls     | AHL         | 50 | 13            | 12            | 25            | 66            | —             | — | —        | —        | —        |          |          |
| 2023–24     | Anaheim Ducks       | NHL         | 5  | 0             | 0             | 0             | 2             | —             | — | —        | —        | —        |          |          |
| 2023–24     | San Diego Gulls     | AHL         | 54 | 19            | 15            | 34            | 57            | —             | — | —        | —        | —        |          |          |
| 2024–25     | San Diego Gulls     | AHL         | 36 | 4             | 12            | 16            | 36            | —             | — | —        | —        | —        |          |          |
| SLH celkově | SLH celkově         | SLH celkově | 93 | 26            | 38            | 64            | 119           | 18            | 9 | 4        | 13       | 10       |          |          |
| NHL celkově | NHL celkově         | NHL celkově | 19 | 1             | 2             | 3             | 6             | —             | — | —        | —        | —        |          |          |

### Reprezentační statistiky
| Rok                            | Tým                            | Soutěž                         | Z  | G  | A  | B  | TM |
| ------------------------------ | ------------------------------ | ------------------------------ | -- | -- | -- | -- | -- |
| 2017                           | Slovensko 18                   | MS-U18                         | 5  | 0  | 1  | 1  | 0  |
| 2019                           | Slovensko 20                   | MSJ                            | 5  | 1  | 2  | 3  | 2  |
| 2022                           | Slovensko                      | ZOH                            | 7  | 1  | 3  | 4  | 6  |
| 2022                           | Slovensko                      | MS                             | 8  | 5  | 1  | 6  | 4  |
| 2023                           | Slovensko                      | MS                             | 7  | 2  | 2  | 4  | 2  |
| 2024                           | Slovensko                      | MS                             | 8  | 1  | 3  | 4  | 12 |
| 2025                           | Slovensko                      | MS                             | 6  | 1  | 1  | 2  | 29 |
| Juniorská reprezentace celkově | Juniorská reprezentace celkově | Juniorská reprezentace celkově | 10 | 1  | 3  | 4  | 2  |
| Seniorská reprezentace celkově | Seniorská reprezentace celkově | Seniorská reprezentace celkově | 36 | 10 | 10 | 20 | 53 |